# Vernon Boulevard – Jackson Avenue
Vernon Boulevard – Jackson Avenue – stacja metra nowojorskiego, na linii 7. Znajduje się w dzielnicy Queens, w Nowym Jorku i zlokalizowana jest pomiędzy stacjami Hunters Point Avenue i Grand Central. Została otwarta 22 czerwca 1915.